# パシフィックシステム
パシフィックシステム株式会社（Pacific Systems Corporation）は、埼玉県さいたま市桜区に本社を置く、情報サービスに関連する業務を行う企業である。

## 概要
太平洋セメント（旧・秩父セメント）のシステム部を中核として、同社傘下の情報サービス子会社数社を合併しながら現在に至る。パシフィックシステムはシステムインテグレーションからネットワークシステム、そして画像処理や計測制御に特化したシステムに至る幅広い分野を事業展開している。
2007年にはジャスダック上場を果たした。

## 沿革
- 1980年8月 - 秩父セメントのシステム部が分離独立する形で、東京都文京区にシステム綜合開発株式会社設立。
- 1983年6月 - 株式会社ジェス（秩父セメント子会社）と合併。
- 1989年6月 - 株式会社ジェム（秩父セメント子会社）と合併。
- 1999年10月 - 株式会社アイシス（日本セメント子会社）と合併、商号をパシフィックシステム株式会社に変更。
- 2004年9月 - 本社を東京都中央区に移転。
- 2005年11月 - ISO14001認証取得。
- 2007年
  - 4月 - ジャスダック上場。
  - 10月 - 株式会社システムベースを子会社化。
- 2009年3月 - ISO9001認証取得。
- 2010年1月 -  株式会社ソーシャルネットから営業全部を譲り受け。
- 2011年2月 -  子会社パシフィックテクノス株式会社を合併。本社を埼玉県さいたま市桜区に移転。
- 2012年3月 - ISO27001（ISMS）認証取得。

## 子会社
- システムベース